# Hippospongia mollissima
Hippospongia mollissima är en svampdjursart som beskrevs av Lendenfeld 1889. Hippospongia mollissima ingår i släktet Hippospongia och familjen Spongiidae.
Artens utbredningsområde är havet kring Australien. Inga underarter finns listade i Catalogue of Life.